# Абсолю
Абсолю, наричано още абсолют (на англ. absolute), е продукт, подобен на етеричните масла, който се извлича от конкрета чрез етанол. Абсолютът е концентрирано, силно ароматно етерично масло, извлечено от растения. Докато етеричните масла се произвеждат чрез дестилация, кипене или пресоване, абсолютите се получават чрез традиционна екстракция или екстракция на разтворителите (течно-течна екстракция – Liquid–liquid extraction).

## Описание
Абсолютът е бистра или мътна течност. Цветът на розовото абсолю например, е от тъмночервен до кафеникав.

## Състав
В състава на абсолюто влизат компонентите на етеричното масло, като основен е фенилетиловият алкохол.

## Приложение
Абколюто се използва в парфюмерията, козметиката, производството на сапуни, за ароматизиране на храни и напитки, както и за добавяне на аромати към продукти, например тамян и препарати за почистване в домакинството. Широко приложение намират в ароматерапията и профилактика на различни заболявания.
Някои суровини са или твърде деликатни, или твърде инертни, за да бъдат дестилирани на пара и могат да получат аромата си само чрез екстракция на разтворител. Примери за това са жасминът и пчелният восък. Абсолютите включват роза, жасмин, тубероза, нарцис, иланг-иланг, мимоза, борония, лавандула, лавандин, здравец, градински чай, виолетка, дъбов мъх, боб тонка (Dipteryx odorata).
Розово масло, жасмин абсолютно, абсолю тубероза, масло от корен на ирис, масло от семена на амрета, корен от ангелика и масло от портокалов цвят са ценни и скъпи аромати и ароматизатори.
Остатъчните разтворители могат да останат в абсолютите. Следователно, някои абсолюти се считат за нежелателни за ароматерапията.

## Производство
Първо, растителният материал се екстрахира с въглеводороден разтворител, като хексан, за да се получи конкрет. След това конкретът се екстрахира с етанол. Етаноловият екстракт се охлажда (например до -15 °С) до втвърдяване на восъците и се филтрира студено, за да се получи течен екстракт. Когато етанолът се изпари, остава маслото – абсолютът.
Традиционно, абсолютът се получава чрез екстракция, при което получената помада се екстрахира с етанол, за да се получи абсолютът.
Розовото абсолю се произвежда по-лесно от маслото, затова и цената му обикновено е по-достъпна. Именно розовото абсолю се използва в парфюмерийната индустрия, тъй като е с по-силен и близък до истинските рози аромат от розовото масло.